# Jérémy Jaunin
Jérémy Jaunin (Ginevra, 2 febbraio 1991) è un cestista svizzero.

## Palmarès

### Club
- Campionato svizzero: 4

Lions de Geneve: 2012-13, 2014-15
Olympic Fribourg: 2017-18, 2018-19
- Coppa Svizzera: 4

Lions de Geneve: 2014, 2021
Olympic Fribourg: 2018, 2019
- Coppa di Lega: 5

Lions de Geneve: 2013, 2015, 2021
Olympic Fribourg: 2018, 2019
- Supercoppa Svizzera: 1

Olympic Fribourg: 2017